# Кеннет Варгас
Ке́ннет Хера́рдо Ва́ргас Ва́ргас (ісп. Kenneth Gerardo Vargas Vargas; нар. 17 квітня 2002, Сан-Хосе) — костариканський футболіст, нападник шотландського клубу «Гарт оф Мідлотіан» і збірної Коста-Рики.

## Клубна кар'єра
Вихованець клубу «Ередіано». 2021 року на умовах оренди перейшов до «Мунісіпаль Гресія». У матчі проти «Сантос де Гаупілес» дебютував у чемпіонаті Коста-Рики. 7 березня в поєдинку проти «Депортіво Сапрісса» забив свій перший гол за «Мунісіпаль Гресія». Після закінчення оренди 22 грудня 2021 року повернувся в «Ередіано». 15 січня 2022 року в матчі проти свого попереднього клубу «Мунісіпаль Гресія» дебютував за основний склад «Ередіано», відзначившись своїм першим голом за клуб. 10 березня 2023 року підписав новий контракт з «Ередіано» до 2027 року.
7 серпня 2023 року перейшов на умовах оренди в шотландський клуб «Гарт оф Мідлотіан» до кінця сезону з опцією викупу. 13 серпня дебютував за новий клуб у матчі шотландського Прем'єршипу проти «Кілмарнока», замінивши Кьосуке Тагаву. 24 серпня дебютував в єврокубках у поєдинку кваліфікації Ліги конференцій УЄФА проти грецького ПАОКа і віддав гольову передачу. Свій перший мʼяч за «Гартс» забив у матчі Премʼєршипу, відзначившись у ворота «Лівінгстона», який приніс перемогу (1–0). 
В лютому 2024 року повідомлялося про наміри клубу скористатися опцією викупу угоди футболіста. 26 березня 2024 року підписав з «Гартс» повноцінний контракт до 2029 року.

## Кар'єра в збірній
Виступав за олімпійську збірну Коста-Рики.
26 серпня 2021 року вперше викликаний до збірної Коста-Рики головним тренером Луїсом Фернандо Суаресом для участі в матчах відбіркового турніру до чемпіонату світу 2022 проти збірних Панами, Мексики та Ямайки, але на поле не виходив.
6 липня 2023 року потрапив до заявки збірної Коста-Рики для участі в матчах Золотого кубку КОНКАКАФ 2023, замінивши травмованого Карлоса Мору. На турнірі не провів жодного поєдинку, де костариканці дійшли до чвертьфіналу, поступившись мексиканцям. 12 вересня 2023 року дебютував за збірну Коста-Рики в товариському матчі проти збірної ОАЕ, вийшовши на заміну Джиммі Маріну.
12 червня 2024 року включений в заявку збірної Коста-Рики для участі в матчах фінальної частини Кубка Америки 2024 в США. На турнірі на поле не виходив, а костариканці не вийшли з групи, посівши 3-тє місце. 16 жовтня 2024 року в поєдинку Ліги націй КОНКАКАФ проти збірної Гватемали забив свій перший гол за збірну Коста-Рики.

## Статистика виступів

### Клубна статистика
Станом на 26 квітня 2025 
| Клуб                | Сезон             | Чемпіонат         | Чемпіонат | Чемпіонат | Кубок | Кубок | Континентальні | Континентальні | Інші  | Інші | Всього | Всього |
| Клуб                | Сезон             | Дивізіон          | Матчі     | Голи      | Матчі | Голи  | Матчі          | Голи           | Матчі | Голи | Матчі  | Голи   |
| ------------------- | ----------------- | ----------------- | --------- | --------- | ----- | ----- | -------------- | -------------- | ----- | ---- | ------ | ------ |
| → Гресія            | 2020–21           | Прімера           | 11        | 2         | 0     | 0     | —              | —              | —     | —    | 11     | 2      |
| → Гресія            | 2021–22           | Прімера           | 17        | 3         | 0     | 0     | —              | —              | —     | —    | 17     | 3      |
| → Гресія            | Всього            | Всього            | 28        | 5         | 0     | 0     | 0              | 0              | 0     | 0    | 28     | 5      |
| Ередіано            | 2021–22           | Прімера           | 12        | 2         | 0     | 0     | —              | —              | 2     | 0    | 14     | 2      |
| Ередіано            | 2022–23           | Прімера           | 33        | 10        | 8     | 2     | 3              | 0              | 8     | 0    | 52     | 12     |
| Ередіано            | 2023–24           | Прімера           | 0         | 0         | 0     | 0     | —              | —              | 1     | 0    | 1      | 0      |
| Ередіано            | Всього            | Всього            | 45        | 12        | 8     | 2     | 3              | 0              | 11    | 0    | 67     | 14     |
| → Гарт оф Мідлотіан | 2023–24           | Прем'єршип        | 33        | 6         | 4     | 3     | 2              | 0              | 3     | 0    | 42     | 9      |
| Гарт оф Мідлотіан   | 2024–25           | Прем'єршип        | 27        | 4         | 3     | 0     | 8              | 0              | 1     | 0    | 39     | 4      |
| Гарт оф Мідлотіан   | Всього            | Всього            | 61        | 10        | 7     | 3     | 10             | 0              | 4     | 0    | 82     | 13     |
| Всього за кар'єру   | Всього за кар'єру | Всього за кар'єру | 134       | 27        | 14    | 5     | 13             | 0              | 15    | 0    | 176    | 30     |

1. 1 2  Матчі в плей-оф чемпіонату Коста-Рики
2. ↑  Матчі в Лізі КОНКАКАФ
3. ↑  Матчі в Суперкубку Коста-Рики
4. ↑  Матчі в Лізі конференцій УЄФА
5. 1 2  Матчі в Кубку шотландської ліги
6. ↑  2 матчі в Лізі Європи УЄФА, 4 матчі в Лізі конференцій УЄФА

### Міжнародна статистика
Станом на 26 березня 2025 
| Збірна            | Сезон             | Товариські | Товариські | Офіційні | Офіційні | Всього | Всього |
| Збірна            | Сезон             | Матчі      | Голи       | Матчі    | Голи     | Матчі  | Голи   |
| ----------------- | ----------------- | ---------- | ---------- | -------- | -------- | ------ | ------ |
| Коста-Рика        |                   |            |            |          |          |        |        |
| 2023              | 1                 | 0          | 2          | 0        | 3        | 0      |        |
| 2024              | 1                 | 0          | 6          | 1        | 7        | 1      |        |
| 2025              | 0                 | 0          | 2          | 1        | 2        | 1      |        |
| Всього за кар'єру | Всього за кар'єру | 2          | 0          | 10       | 2        | 12     | 2      |

### Матчі за збірну
Станом на 26 березня 2025 
| Матчі Кеннета Варгаса за збірну Коста-Рики | Матчі Кеннета Варгаса за збірну Коста-Рики | Матчі Кеннета Варгаса за збірну Коста-Рики | Матчі Кеннета Варгаса за збірну Коста-Рики | Матчі Кеннета Варгаса за збірну Коста-Рики | Матчі Кеннета Варгаса за збірну Коста-Рики | Матчі Кеннета Варгаса за збірну Коста-Рики | Матчі Кеннета Варгаса за збірну Коста-Рики    |
| №                                          | Дата                                       | Суперник                                   | Рахунок                                    | Голи                                       | Картки                                     | Хвилини                                    | Змагання                                      |
| ------------------------------------------ | ------------------------------------------ | ------------------------------------------ | ------------------------------------------ | ------------------------------------------ | ------------------------------------------ | ------------------------------------------ | --------------------------------------------- |
| 1                                          | 12 вересня 2023                            | ОАЕ                                        | 1–4                                        |                                            |                                            | 16'                                        | Товариський матч                              |
| 2                                          | 17 листопада 2023                          | Панама                                     | 0–3                                        |                                            |                                            | 15'                                        | Ліга націй КОНКАКАФ 2023–24 (А)               |
| 3                                          | 21 листопада 2023                          | Панама                                     | 1–3                                        |                                            |                                            | 16'                                        | Ліга націй КОНКАКАФ 2023–24 (А)               |
| 4                                          | 24 березня 2024                            | Гондурас                                   | 3–1                                        |                                            |                                            | 3'                                         | Фінал Ліги націй КОНКАКАФ 2024                |
| 5                                          | 31 березня 2024                            | Уругвай                                    | 0–0                                        |                                            |                                            | 11'                                        | Товариський матч                              |
| 6                                          | 9 червня 2024                              | Гренада                                    | 3–0                                        |                                            |                                            | 16'                                        | Відбіркові матчі ЧС-2026                      |
| 7                                          | 12 жовтня 2024                             | Суринам                                    | 1–1                                        |                                            |                                            | 19'                                        | Ліга націй КОНКАКАФ 2024–25 (А)               |
| 8                                          | 16 жовтня 2024                             | Гватемала                                  | 3–0                                        | 1                                          |                                            | 90'                                        | Ліга націй КОНКАКАФ 2024–25 (А)               |
| 9                                          | 15 листопада 2024                          | Панама                                     | 0–1                                        |                                            |                                            | 75'                                        | Ліга націй КОНКАКАФ 2024–25 (А)               |
| 10                                         | 19 листопада 2024                          | Панама                                     | 2–2                                        |                                            |                                            | 90'                                        | Ліга націй КОНКАКАФ 2024–25 (А)               |
| 11                                         | 21 березня 2025                            | Беліз                                      | 7–0                                        | 1                                          |                                            | 68'                                        | Відбіркові матчі Золотого кубка КОНКАКАФ 2025 |
| 12                                         | 26 березня 2025                            | Беліз                                      | 6–1                                        |                                            |                                            | 45'                                        | Відбіркові матчі Золотого кубка КОНКАКАФ 2025 |

Всього: 12 матчів / 2 голи; 5 перемог, 3 нічиї, 4 поразки.